# Garcinia serpentini
Garcinia serpentini là một loài thực vật có hoa trong họ Bứa. Loài này được Borhidi mô tả khoa học đầu tiên năm 1980.